# Tricholoma terreum
Tricholoma terreum (Schaeff.) Quél., Führer Pilzk.: 134 (1871).
Il T. terreum è il prototipo di un gruppo di specie di piccola taglia appartenenti al genere Tricholoma, volgarmente note come morette.

## Cappello
Da giovane assume la forma di una capocchia di spillo, poi globoso, campanulato, convesso, infine pianeggiante, leggermente umbonato; colore grigio topo, ricoperto da numerose squame, seriche grigio-nerastre.

## Lamelle
Smarginate al gambo, poco fitte, fragili, con margine denticolato, di colore da bianco a grigio-cenere.

## Gambo
Pieno, fistoloso, poi cavo, cilindrico; 4–8 cm di altezza, con un diametro variabile da 1 a 2,5 cm; di colore bianco farcito con picchiettature forforacee verso l'apice; ha una cortina quasi persistente di colore grigiastro.

## Spore
Ellittiche, non amiloidi, lisce, 5-8 x 4-5 µm, bianche in massa.

## Carne
Minuta, fragile, tenera, di colore bianco o bianco cenere; odore e sapore tenui e delicati.

## Commestibilità
Ottima.
Specie apprezzata e molto ricercata.

## Habitat
Si può trovare nei boschi di latifoglia o in quelli misti, ma il suo habitat ideale è la pineta; cresce dal tardo autunno all'inverno; in certe zone si può trovare anche tra maggio e giugno, in certe primavere piovose e fredde.

## Etimologia
- Genere: dal greco antico: θρίξ, τριχός?, thríx, trichós ("pelo") e λῶμα, lôma ("orlo") ovvero «con l'orlo peloso».
- Specie: dal latino terreus = terreo, grigio, per il suo colore.

## Specie simili
- Tricholoma pardinum (molto velenoso), conosciuto anche con il nome di T. tigrinum.
- Tricholoma scalpturatum (buon commestibile).
- Tricholoma virgatum (velenoso), fungo dalla carne amarissima che si distingue per il cappello campanulato, con umbone acuto.

Prestare molta attenzione a possibili confusioni con Tricholoma pardinum, specie molto pericolosa. Da questa specie prende il nome una nota sindrome detta, appunto, pardinica.

## Sinonimi e binomi obsoleti
- Agaricus myomyces Pers., Neues Mag. Bot. 1: 100 (1794)
- Agaricus terreus Schaeff., Fungorum qui in Bavaria et Palatinatu circa Ratisbonam nascuntur: tab. 28 (1762)
- Gymnopus myomyces (Pers.) Gray, A Natural Arrangement of British Plants (London) 1: 608 (1821)
- Tricholoma bisporigerum J.E. Lange, Dansk bot. Ark. 8(3): 20 (1933)
- Tricholoma myomyces (Pers.) J.E. Lange, Dansk bot. Ark. 8(3): 21 (1933)
- Tricholoma terreum (Schaeff.) Quél., Führer Pilzk.: 134 (1871)